# زوجي ينفي (فلم)
زوجي ينفي (بالبرتغالية: O Meu Marido Está a Negar)، هُو فيلم وثائقي قصير صدر سنة 2007، وقد أخرجه وكتب نصه Rogério Manjate. يتحدث الفيلم عن الإيدز.